# حسن احمدا
حسن احمدا (انگلیسی: Hassan Ahamada؛ زادهٔ ۱۳ آوریل ۱۹۸۱) بازیکن فوتبال اهل فرانسه است.
از باشگاه‌هایی که در آن بازی کرده‌است می‌توان به باشگاه فوتبال استاد برستوا ۲۹، باشگاه فوتبال نانت، باشگاه فوتبال باستیا، باشگاه فوتبال بلننسس، باشگاه فوتبال حتی امارات، و باشگاه فوتبال بیرامار اشاره کرد.
وی همچنین در تیم ملی فوتبال زیر ۲۰ سال فرانسه بازی کرده‌است.